# Schoepfia clarkii
Schoepfia clarkii är en tvåhjärtbladig växtart som beskrevs av J.A. Steyermark. Schoepfia clarkii ingår i släktet Schoepfia och familjen Schoepfiaceae. Inga underarter finns listade i Catalogue of Life.